# 蓮娜·瓦特伶
蕾奧諾·瓦特伶（西班牙語：Leonor Watling，1975年7月28日—），西班牙演員、歌手。

## 影視作品
- 2006年《戰國英雄》（ ）-樂兒
- 2008年《牛津殺人定律》（The Oxford Murders）-蘿娜